# Gottfried Richter (Orgelbauer)

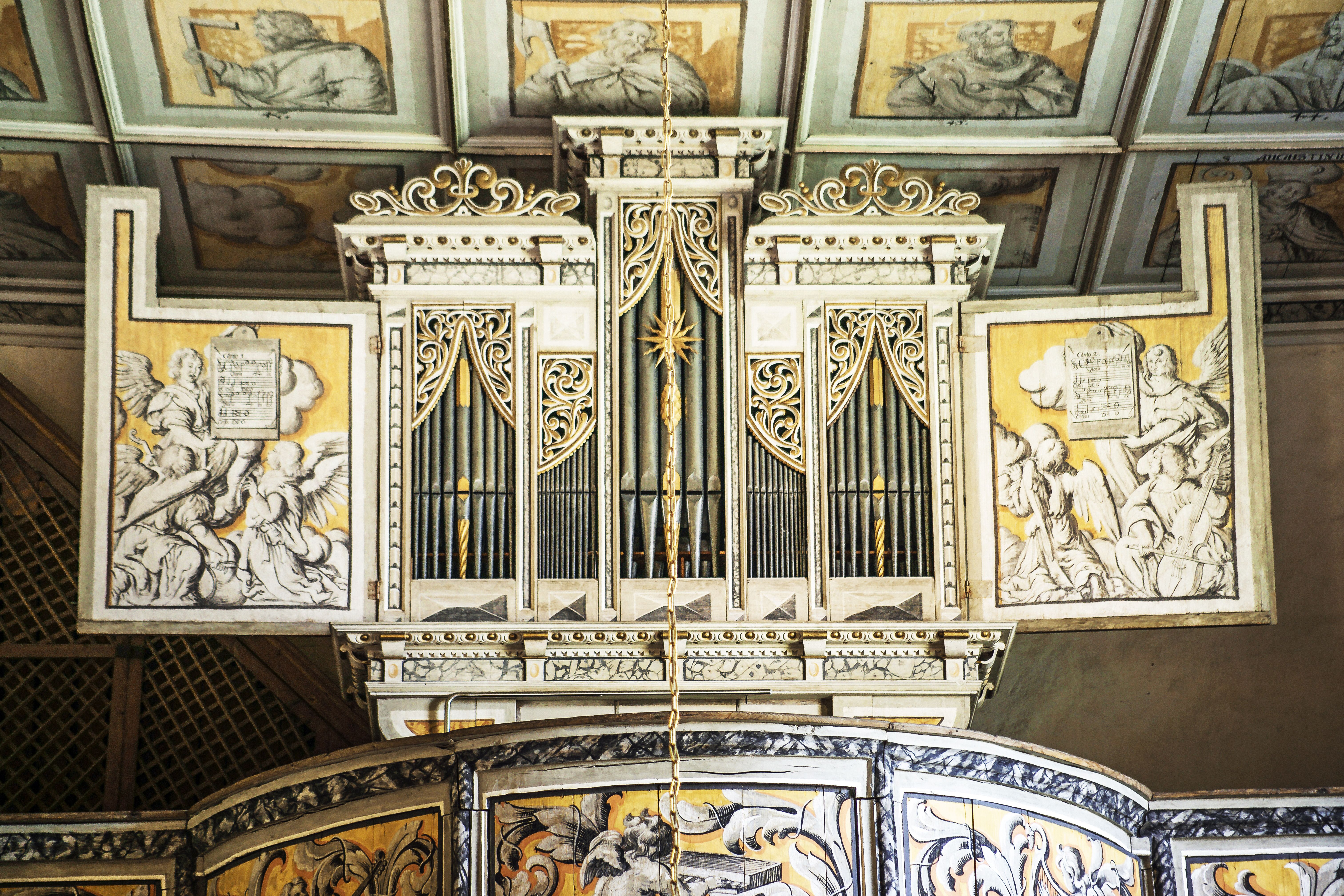
Richter-Orgel in Pomßen von 1671

Gottfried Richter (* 1643; † 15. Mai 1717 in Döbeln) war ein deutscher Orgelbauer des 17. Jahrhunderts.

## Leben und Werk
Gottfried Richter wurde als Sohn des Lehnrichters Johann Richter aus Flöha geboren. Er erlangte im Jahr 1666 das Bürgerrecht in Döbeln und heiratete die Witwe des Orgelbauers Car(o)l Müller. Er war zudem Stadtrichter und Bürgermeister in Döbeln.
Von ihm stammt die älteste, weitgehend erhaltene und spielbare Orgel Sachsens. Sie ist in der ev. Kirche in Parthenstein-Pomßen aufgestellt und wurde im Jahre 1671 errichtet. Das einmanualige Werk verfügte ursprünglich über 12 Register. Im Jahr 1727 ergänzte der Orgelbauer Johann George Gordt aus Mittweida ein zusätzliches Pedalregister. Gottfried Hildebrand aus Leipzig entfernte 1887 zwei Register und erneuerte die Klaviaturen. Orgelwerkstatt Wegscheider restaurierte das Instrument in den Jahren 2004 bis 2006 und führte es wieder auf den ursprünglichen Zustand zurück. Richter gestaltete den fünfteiligen Prospekt historisierend im Stil der Renaissance, weshalb die Orgel früher um 1600 datiert wurde. Die mittleren drei langen Pfeifen sind bossiert und haben gedrehte Füße und vergoldete Labien. Die Ober- und Unterlabien der Prospektpfeifen weisen Kielbögen auf. Die seitlichen Flügeltüren sind mit Grisaille-Malereien verziert. Die ursprüngliche Disposition ist dank der „Orgell-Predigt“ des Pomßener Pastors Immanuel Weber am Palmsonntag 1671 überliefert.
Gottfried Richters Bruder George Richter arbeitete teils mit Gottfried zusammen und war teils selbstständig. Nach dem Tod Gottfrieds übernahm George dessen Werkstatt und führte sie fort. Er ist zwischen 1694 und 1718 als Orgelbauer nachweisbar.
Gottfried Richters Grabstein ist an der St. Nicolaikirche in Döbeln aufgestellt.

## Werkliste
| Jahr      | Ort                     | Kirche              | Bild | Manuale | Register | Anmerkungen         |
| --------- | ----------------------- | ------------------- | ---- | ------- | -------- | ------------------- |
| 1670      | Zethau                  |                     |      | I       |          |                     |
| 1670/1671 | Pomßen                  | Wehrkirche Pomßen   |      | I/P     | 12       | weitgehend erhalten |
| 1672      | Großböhla               |                     |      | I/P     |          |                     |
| 1676      | Hartha                  |                     |      | I       | 9        |                     |
| 1677      | Grimma                  | Klosterkirche       |      |         |          |                     |
| 1678      | Frauenhain (Röderaue)   |                     |      | II/P    | 12       |                     |
| 1679/1680 | Großschirma             |                     |      | I/P     | 12       |                     |
| 1683      | Weistropp               |                     |      |         |          |                     |
| um 1688   | Bieberstein (Reinsberg) |                     |      |         |          |                     |
| 1694      | Teupitz                 | Heilig-Geist-Kirche |      | I       | 7        | Gehäuse erhalten    |
| 1699      | Constappel              |                     |      |         |          |                     |
| 1708      | Wurzen-Nitzschka        |                     |      |         |          |                     |